# Peperita molybdopasta
Peperita molybdopasta är en fjärilsart som beskrevs av Turner 1908. Peperita molybdopasta ingår i släktet Peperita och familjen nattflyn. Inga underarter finns listade i Catalogue of Life.